# Andrew Form

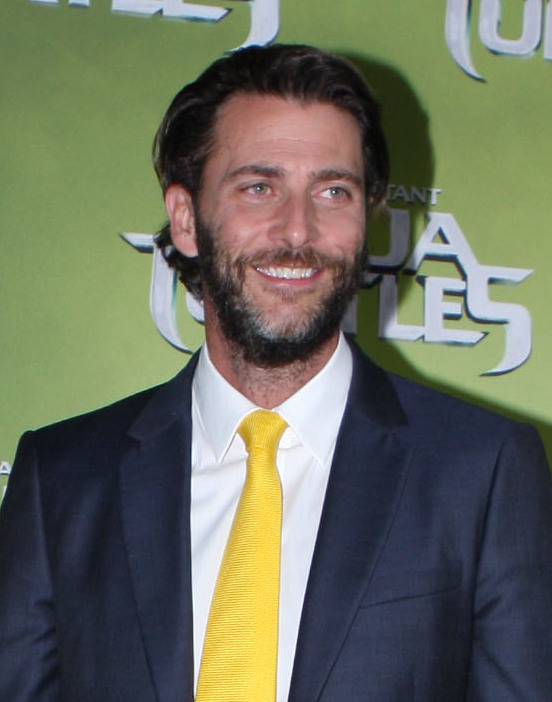
Andrew Form (2014)

Andrew Form (* 3. Februar 1969 auf Long Island, New York) ist ein US-amerikanischer Filmproduzent, der vor allem Horrorfilme produziert.

## Leben
Form begann seine Karriere als Produktionsassistent für Jerry Bruckheimer und Don Simpson.
Um das Jahr 2002 gründete Form gemeinsam mit Brad Fuller und Michael Bay die Filmproduktionsgesellschaft Platinum Dunes, mit der sie zunächst vornehmlich Neuverfilmungen erfolgreicher Horrorfilme der 1970er produzierten. In Zusammenarbeit mit Blumhouse Productions entstand 2013 der dystopische Thriller The Purge – Die Säuberung, der im Vergleich zu seinem geringen Budget an den Kinokassen sehr erfolgreich war und mehrere Fortsetzungen nach sich zog. Danach produzierte das Unternehmen zunehmend eigenständige Stoffe. Die Comicverfilmung Teenage Mutant Ninja Turtles und der Horrorfilm Ouija – Spiel nicht mit dem Teufel waren trotz negativer Kritiken finanziell erfolgreich. 2014 wurden Bay, Fuller und Form vom Hollywood Reporter als „Producers of the Year“ ausgezeichnet. Einen weltweiten Box-Office-Erfolg feierten die drei Produzenten 2018 mit dem Horror-Thriller A Quiet Place. Danach gründeten Form und Brad Fuller noch im gleichen Jahr das Produktionsunternehmen Fully Formed Entertainment, das einen dreijährigen First-Look-Deal mit Paramount Pictures abschloss. 2020 beendeten Form und Fuller ihre langjährige Zusammenarbeit.
Andrew Form war seit dem Jahr 2007 mit der Schauspielerin Jordana Brewster verheiratet; aus der Ehe gingen zwei Söhne hervor. Im Juli 2020 reichte Brewster die Scheidung ein. Anfang Dezember 2021 wurde seine Verlobung mit der Schauspielerin Alexandra Daddario bekannt. Die Hochzeit fand im Juni 2022 in New Orleans statt.

## Filmografie (Auswahl)
Produzent
- 1997: Trading Favors
- 1998: Zwei Männer, eine Frau und eine Hochzeit (Kissing a Fool)
- 2001: The Shrink is in – Wahnsinn auf zwei Beinen! (The Shrink Is In)
- 2005: Amityville Horror – Eine wahre Geschichte (The Amityville Horror)
- 2006: Texas Chainsaw Massacre: The Beginning (The Texas Chainsaw Massacre: The Beginning)
- 2007: The Hitcher
- 2009: The Unborn
- 2009: Horsemen
- 2009: Freitag der 13. (Friday the 13th)
- 2010: A Nightmare on Elm Street
- 2013: The Purge – Die Säuberung (The Purge)
- 2014: The Purge: Anarchy
- 2014: Teenage Mutant Ninja Turtles
- 2014: Ouija – Spiel nicht mit dem Teufel (Ouija)
- 2015: Project Almanac
- 2016: Teenage Mutant Ninja Turtles: Out of the Shadows
- 2016: The Purge: Election Year
- 2016: Ouija: Ursprung des Bösen (Ouija: Origin of Evil)
- 2018: A Quiet Place
- 2018: The First Purge
- 2020: A Quiet Place 2
- 2021: The Forever Purge
- 2024: IF: Imaginäre Freunde (IF)
- 2024: A Quiet Place: Tag Eins (A Quiet Place: Day One)
- 2024: Apartment 7A

Executive Producer
- 2003: Michael Bay’s Texas Chainsaw Massacre (The Texas Chainsaw Massacre)
- 2014–2017: Black Sails (Fernsehserie, 38 Episoden)
- 2014–2018: The Last Ship (Fernsehserie, 55 Episoden)
- 2016: Billion Dollar Wreck (Fernsehserie, 9 Episoden)
- 2018–2019: Tom Clancy’s Jack Ryan (Fernsehserie, 16 Episoden)
- 2018–2019: The Purge – Die Säuberung (The Purge, Fernsehserie, 20 Episoden)